# Atlético Madrid „C“
Club Atlético de Madrid „C“ byl druhý rezervní tým španělského fotbalového klubu Atlético Madrid. Klub sídlil ve městě Majadahonda v Madridském společenství. Druhá rezerva madridského Atlética byla založena v roce 1972 pod názvem CP Amorós, zanikla v roce 2015.
Své domácí zápasy hrál klub na stadionu Miniestadio Cerro del Espino s kapacitou 3500 diváků.

## Historické názvy
- 1972 – CP Amorós (Club Polideportivo Amorós)
- 2000 – Atlético Aviación
- 2005 – Club Atlético de Madrid „C“

## Umístění v jednotlivých sezonách
Legenda: Z – zápasy, V – výhry, R – remízy, P – porážky, VG – vstřelené góly, OG – obdržené góly, +/- – rozdíl skóre, B – body, červené podbarvení – sestup, zelené podbarvení – postup, světle fialové podbarvení – přesun do jiné soutěže
| Sezóny  | Liga                                  | Úroveň | Z   | V   | R   | P   | VG  | OG  | B   | +/- | Pozice |
| ------- | ------------------------------------- | ------ | --- | --- | --- | --- | --- | --- | --- | --- | ------ |
| 1994/95 | Regional Preferente de Madrid – sk. ? | 5      | 32  | 23  | 9   | 0   | 78  | 16  | +62 | 55  | 1.     |
| 1995/96 | Tercera División – sk. VII            | 4      | 38  | 18  | 6   | 14  | 62  | 55  | +7  | 60  | 5.     |
| 1996/97 | Tercera División – sk. VII            | 4      | 42  | 15  | 13  | 14  | 59  | 50  | +9  | 58  | 13.    |
| 1997/98 | Tercera División – sk. VII            | 4      | 40  | 13  | 11  | 16  | 54  | 52  | +2  | 50  | 14.    |
| 1998/99 | Tercera División – sk. VII            | 4      | 42  | 21  | 5   | 14  | 55  | 46  | +9  | 68  | 4.     |
| 1999/00 | Tercera División – sk. VII            | 4      | 38  | 15  | 11  | 12  | 53  | 39  | +14 | 56  | 9.     |
| 2000/01 | Tercera División – sk. VII            | 4      | 38  | 7   | 11  | 20  | 40  | 64  | -24 | 32  | 19.    |
| 2001/02 | Regional Preferente de Madrid – sk. ? | 5      | ... | ... | ... | ... | ... | ... | ... | ... | 1.     |
| 2002/03 | Tercera División – sk. VII            | 4      | 38  | 14  | 10  | 14  | 51  | 44  | +6  | 52  | 12.    |
| 2003/04 | Tercera División – sk. VII            | 4      | 38  | 11  | 15  | 12  | 56  | 55  | +1  | 48  | 13.    |
| 2004/05 | Tercera División – sk. VII            | 4      | 38  | 15  | 5   | 18  | 52  | 64  | -12 | 50  | 13.    |
| 2005/06 | Tercera División – sk. VII            | 4      | 38  | 13  | 5   | 20  | 39  | 46  | -7  | 44  | 16.    |
| 2006/07 | Tercera División – sk. VII            | 4      | 40  | 11  | 14  | 15  | 44  | 51  | -7  | 47  | 16.    |
| 2007/08 | Tercera División – sk. VII            | 4      | 40  | 16  | 10  | 16  | 72  | 64  | +8  | 58  | 10.    |
| 2008/09 | Tercera División – sk. VII            | 4      | 40  | 13  | 14  | 13  | 52  | 49  | +3  | 53  | 12.    |
| 2009/10 | Tercera División – sk. VII            | 4      | 38  | 14  | 10  | 14  | 55  | 51  | +4  | 52  | 11.    |
| 2010/11 | Tercera División – sk. VII            | 4      | 38  | 12  | 14  | 12  | 52  | 52  | 0   | 50  | 15.    |
| 2011/12 | Tercera División – sk. VII            | 4      | 38  | 12  | 12  | 14  | 49  | 52  | -3  | 48  | 13.    |
| 2012/13 | Tercera División – sk. VII            | 4      | 38  | 13  | 8   | 17  | 45  | 59  | -14 | 47  | 13.    |
| 2013/14 | Tercera División – sk. VII            | 4      | 42  | 13  | 11  | 18  | 56  | 62  | -6  | 50  | 14.    |
| 2014/15 | Tercera División – sk. VII            | 4      | 38  | 14  | 7   | 17  | 53  | 66  | -13 | 49  | 13.    |